# Simplicistilus tanuekes
Simplicistilus tanuekes là một loài nhện trong họ Linyphiidae.
Loài này thuộc chi Simplicistilus. Simplicistilus tanuekes được George Hazelwood Locket miêu tả năm 1968.